# Amerila piepersi
Amerila piepersii là một loài bướm đêm thuộc phân họ Arctiinae, họ Erebidae.